# Cast (banda de México)
Cast es una banda mexicana de rock progresivo, fundada en Mexicali, Baja California en 1978.
La discografía de Cast comprende 20 álbumes de estudio y 3 álbumes en vivo, lanzados a lo largo de una carrera que ha durado aproximadamente treinta años, acumulando numerosas apariciones en festivales y conciertos alrededor del mundo entre tanto.
Cast ha participado en conciertos y festivales en Inglaterra, Finlandia, España, Chile, Argentina, Costa Rica, Canadá, EE. UU., Italia, Holanda, Bélgica, Panamá, Francia y México. 

## Historia
Cast nace el 15 de abril de 1978 de la mano de Alfonso Vidales,en la ciudad de Mexicali, Baja California. Esta primera alineación presenta a Juan Carlos Ochoa en voz y batería, Javier Rosales en guitarra, Gabriel Rosales en bajo, Lorenzo Rosales en batería, sustituido más tarde por Raúl Montoya, y Alfonso Vidales en teclados. En 979 se editan el sencillo "Complot", teniendo ese mismo año su primera presentación en vivo en el Café Literario de Mexicali.
Durante los ochenta el grupo tiene varios cambios en su alineación, por el que pasan músicos como los vocalistas Dino Brassea y Franciso Hernández, los bateristas Enrique Slim y Antonio Bringas o el bajista Rodolfo González.
Si bien el grupo llevaba ya más de 15 de actividad, es hasta 1994 cuando editan su primer larga duración llamado Landing in a serious mind, a lo que seguiría ese mismo año el disco Sounds Of Imagination. En 1995 el grupo forma parte del cartel Pre-Progfest en el Barnsdall Theater de Los Ángeles, USA, en 1995.
Durante el resto de los años noventa el grupo editaría álbumes constantemente, tales como Four Aces o Imaginary Window.  Durante esta etapa la agrupación participa en diferentes festivales internacionales en Francia, Finlandia, Italia, España, Inglaterra, Argentina y Estados Unidos.

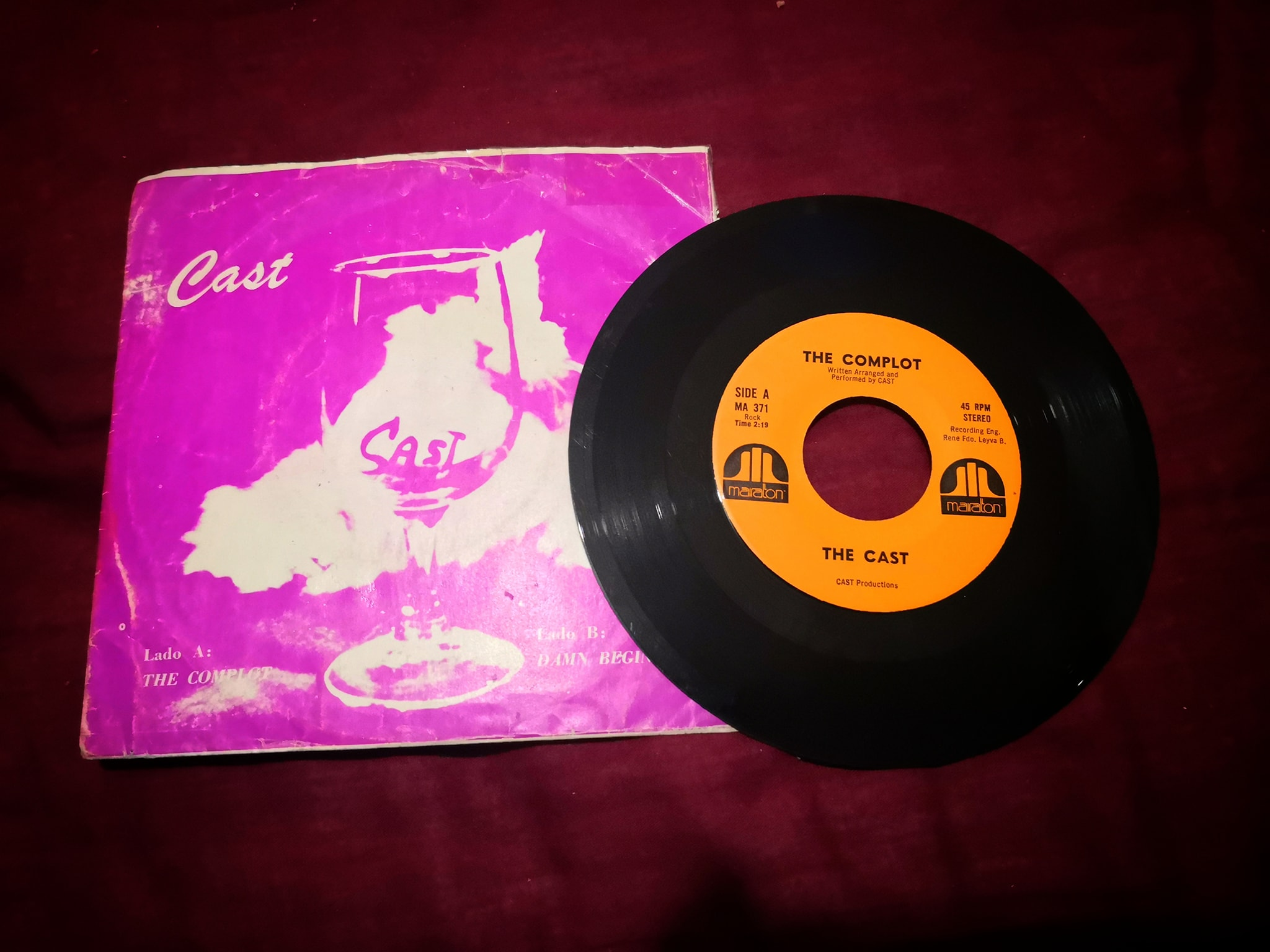
Sencillo "The Complot" en vinilo de Cast en 45 rpm.

En el 2002 al grupo se unen Carlos Humarán en guitarra, Kiko King en batería, Lupita Acuña en Voces, Pepe Torres en los vientos y Flavio Miranda en el bajo. Bajo esta formación renovada, el grupo edita en Jerez De La Frontera, España el disco doble Al-Bandaluz.
El grupo continua con muchas presentaciones internaciones en Costa Rica, Brasil, Bélgica e incluso en Punta Arenas en la Patagonia Chilena.
Con varios cambios en su alineación, pero siendo el tecladista Alfonso Vidales la constante en todos sus trabajos, en el 2021 Cast edita el que es hasta el momento su último álbum de estudio: Vigesimus, llamado así por ser el disco número veinte en la discografía de la banda.

## Baja Prog
Alfonso Vidales, es el creador del festival mexicano de rock progresivo Baja Prog, el cual ha reunido a artistas de talla nacional y internacional como: Iconoclasta, Focus, Nektar, England, Marillion, Lazuli, Locanda delle Fate, Keith Emerson (miembro de Emerson, Lake & Palmer), Tony Levin (miembro de King Crimson), Jordan Rudess (miembro de Dream Theater), Richard Sinclair (miembro de Camel, Hatfield and the North, Caravan, Soft Machine y músico también de la Escena de Canterbury), Caravan, Haken, Hatfield and the North, Camel, Ankh, Neal Morse, Steve Hackett (miembro de Genesis) entre muchas otras.

## Miembros

### Formación actual[4]
- Alfonos Vidales - teclados
- Antonio Bringas - batería
- Claudio Cordero - guitarra
- Bobby Vidales - voz
- Lupita Acuña - voz
- Roberto Izzo - violín
- Carlos Humaran - bajo

## Discografía
- The Complot (1978)
- Landing In a Serious Mind (1994/2005)
- Sounds of Imagination (1994)
- Third Call (1994)
- Four Aces (1995)
- Endless Signs (1995)
- Beyond Reality (1996)
- A view of Cast (1996)
- Angels and Demons (1997)
- Baja Prog 98 (1998)
- Tema 98 (1998)
- A Live Experience (1999)
- Imaginary Window (1999)
- Legacy (2000)
- Laguna de Volcanes (2000)
- Castalia (2001)
- Infinity (2002)
- Al-Bandaluz (2003)
- Nimbus (2004)
- Pyramid of The Rain (2005)
- Legado (DVD) (2006)
- Mosaïque (2006)
- Com.Unión (2007)
- Originallis (2008)
- Art (2011)
- Arsis (2014)
- Cast Vida (2015)
- Power and Outcome (2017)
- Vigesimus (2021)